# アイ・ヒア・ユー・ノッキング
「アイ・ヒア・ユー・ノッキング」 (I Hear You Knocking あるいは I Hear You Knockin')は、ニューオーリンズを拠点に活動したR&Bシンガー、スマイリー・ルイスの楽曲。

## 概要
作詞・作曲はデイヴ・バーソロミュー（共作者にバーソロミューの妻、パール・キングがクレジットされているレコードもあり）。スマイリー・ルイスのオリジナル・バージョンは1955年7月にインペリアル・レコードよりシングル盤としてリリースされ、ビルボードのR&Bチャートで2位のヒットとなっている。
三連符のリズムを持つブルース・ナンバーであり、1バースを12小節で歌うブルースの基本形のに沿ってはいるものの、コード進行はやや変則的である。イントロと間奏のトリルを効かせたピアノを弾いているのはヒューイ・"ピアノ"・スミスである。

## シングル
| 年   | 曲名                                   | レーベル名 | レコードNo. | 最高位       | 最高位  |
| 年   | 曲名                                   | レーベル名 | レコードNo. | 米国ポップス | 米国R&B |
| ---- | -------------------------------------- | ---------- | ----------- | ------------ | ------- |
| 1957 | A: I Hear You Knocking B: Bumpity Bump | Imperial   | 5356        | —            | 2 —     |

## 参加ミュージシャン
- Smiley Lewis スマイリー・ルイス – vocals
- Dave Bartholomew デイヴ・バーソロミュー – trumpet
- Joe Harris ジョー・ハリス – alto saxophone
- Clarence Hall クラレンス・ホール – tenor saxophone
- Herb Hardesty ハーブ・ハーデスティ - tenor saxophone
- Huey "Piano" Smith ヒューイ・"ピアノ"・スミス - piano
- Ernest McLean アーネスト・マクリーン - guitar
- Frank Fields フランク・フィールズ - bass
- Earl Palmer アール・パーマー - drums[1]

## 主なカバー・バージョン
よく知られたカバーとしては、1970年のデイヴ・エドモンズのバージョンがある。エドモンズのデビュー・シングルとしてリリースされた。全英シングルチャートで1位、Billboard Hot 100で4位、カナダで3位、アイルランドで1位を記録した。エドモンズは、ギターのリフを前面に押し出したシンプルなロックンロールとしてこの曲を演奏している。
ルイスのオリジナル・リリースの僅か1か月後に女優で歌手のゲイル・ストームがカバー。彼女のバージョンの勢いはルイスを凌ぎ、Billboard Hot 100の2位を記録した。
| 年     | アーティスト名     | 収録アルバム                                          |
| ------ | ------------------ | ----------------------------------------------------- |
| 1955年 | ゲイル・ストーム   | シングル (Dot 45 15412)                               |
| 1959年 | コニー・フランシス | 『Connie Francis Sings Rock 'n Roll Million Sellers』 |
| 1961年 | ファッツ・ドミノ   | 『I Miss You So』                                     |
| 1970年 | デイヴ・エドモンズ | シングル (MAM 1)                                      |
| 2007年 | ウィリー・ネルソン | 『Goin' Home - A Tribute to Fats Domino』             |